# Wellington (Herefordshire)
Wellington – wieś w Anglii, w hrabstwie Herefordshire. Leży 9 km na północ od miasta Hereford i 193 km na zachód od Londynu.